# Scala Vecchia-Palazzolo
Scala Vecchia-Palazzolo (ex Zona C1) è un quartiere periferico situato nella parte sudorientale del territorio di Paternò, comune italiano della provincia di Catania.
Conta circa 10.000 abitanti.

## Toponimo
Il quartiere deve il suo nome all'antica presenza dell'abbazia di Santa Maria la Scala, costruita in epoca normanna, i cui resti sono visibili alla fine di via Scala Vecchia sulla collina che sovrasta il quartiere.
È situato nella zona sud-orientale del territorio comunale di Paternò, costituito dalle contrade Scala Vecchia e Palazzolo, con quest'ultima che ricade per una parte nel territorio paternese e per un'altra nel territorio comunale di Belpasso, con il quale confina; dista circa 2 km dal centro cittadino. Ha una superficie complessiva di 30 ha.

## Storia
Il popolamento dell'area che comprende le contrade Scala Vecchia e Palazzolo, ebbe inizio nel dopoguerra, e subì un notevole incremento demografico ed edilizio a partire dagli anni ottanta.
Il piano regolatore generale attuato dal Comune nel 1983, prevedeva la zona come destinata ad uso residenziale. Tuttavia ciò che era previsto nel piano non fu applicato, e di conseguenza, la creazione del nuovo insediamento urbano non venne regolato, determinando così negli anni successivi un disordinato sviluppo urbanistico causato all'abusivismo edilizio.
Dopo il secondo PRG del 2003, l'anno seguente l'amministrazione comunale paternese redige il "Contratto di Quartiere II", il cui programma è finalizzato alla riqualificazione edilizia e urbanistica del quartiere, al miglioramento delle condizioni ambientali, all'adeguamento e sviluppo delle opere di urbanizzazione e delle dotazioni di servizi pubblici e privati, all'integrazione sociale e all'incentivazione dell'offerta occupazionale.
Nel 2006 il Comune approva il decreto di finanziamento di 8 milioni di euro del "Contratto di Quartiere II" del 2004. Nonostante l'approvazione del programma e l'accettazione del mutuo per effettuare i lavori di urbanizzazione primaria e secondaria, le opere previste dal piano non sono mai state eseguite, poiché il denaro necessario è arrivato nelle casse dell'Ente nel 2012.
Ad inizio 2021 sono iniziati i lavori che prevedono la costruzione di alloggi popolari, un parco urbano e un centro polifunzionale.

## Il quartiere oggi
Assieme al quartiere Ardizzone, Scala Vecchia-Palazzolo costituisce una delle due zone di espansione urbanistica di Paternò, della quale rappresenta una delle aree a maggiore densità abitativa.
Molto più delimitato dal centro storico rispetto all'Ardizzone, vi si accede principalmente dal corso Sicilia, tangente alla parte iniziale via Vittorio Emanuele entrando dallo svincolo della Strada Statale 121 Catanese, e dalla via Canonico Renna.
Scala Vecchia-Palazzolo è considerato il quartiere "degradato" di Paternò, per il disordine architettonico, la mancanza di decoro e di igiene ambientale, e per problemi sociali ed economici, legati a disagio giovanile ed elevati tassi di disoccupazione.
Presenta notevoli carenze strutturali, come strade dissestate e assenza di aree di verde attrezzato, più che altro per la presenza di numerosi vandali.
Non vi sono centri di aggregazione, strutture sportive e luoghi di ritrovo, tranne le parrocchie di Sant'Antonio Abate e di San Giovanni Bosco, il centro diurno per anziani ubicato nella grandiosa villa Coniglio e il gruppo scout Paternò 3°, presente nel quartiere da ormai quasi dieci anni con sede in piazza don Pino Puglisi. Nel quartiere hanno sede diverse scuole materne ed elementari, la scuola media G.B.Nicolosi che ha sede in una moderna struttura costruita recentemente, l'istituto professionale per l'agricoltura e l'ambiente, e un altro istituto professionale. 
Se negli ultimi decenni del XX secolo l'edilizia è stata per lo più disordinata, in seguito è stata affiancata dalla nascita di vere e proprie cooperative edilizie, con la nascita di decine e decine di villette a schiera e condomini di ottima fattura. Questo fenomeno ha così determinato lo ''sconfinamento'' all'interno del territorio di Belpasso, e troviamo dunque il quartiere Scala Vecchia unito totalmente al quartiere Palazzolo-Giaconia che insiste sul territorio belpassese, tra l'altro abitato solo ed esclusivamente da famiglie paternesi. 
Nel quartiere sorge pure il nuovo cimitero di via Balatelle.